# Mačkamama (Gebäude)

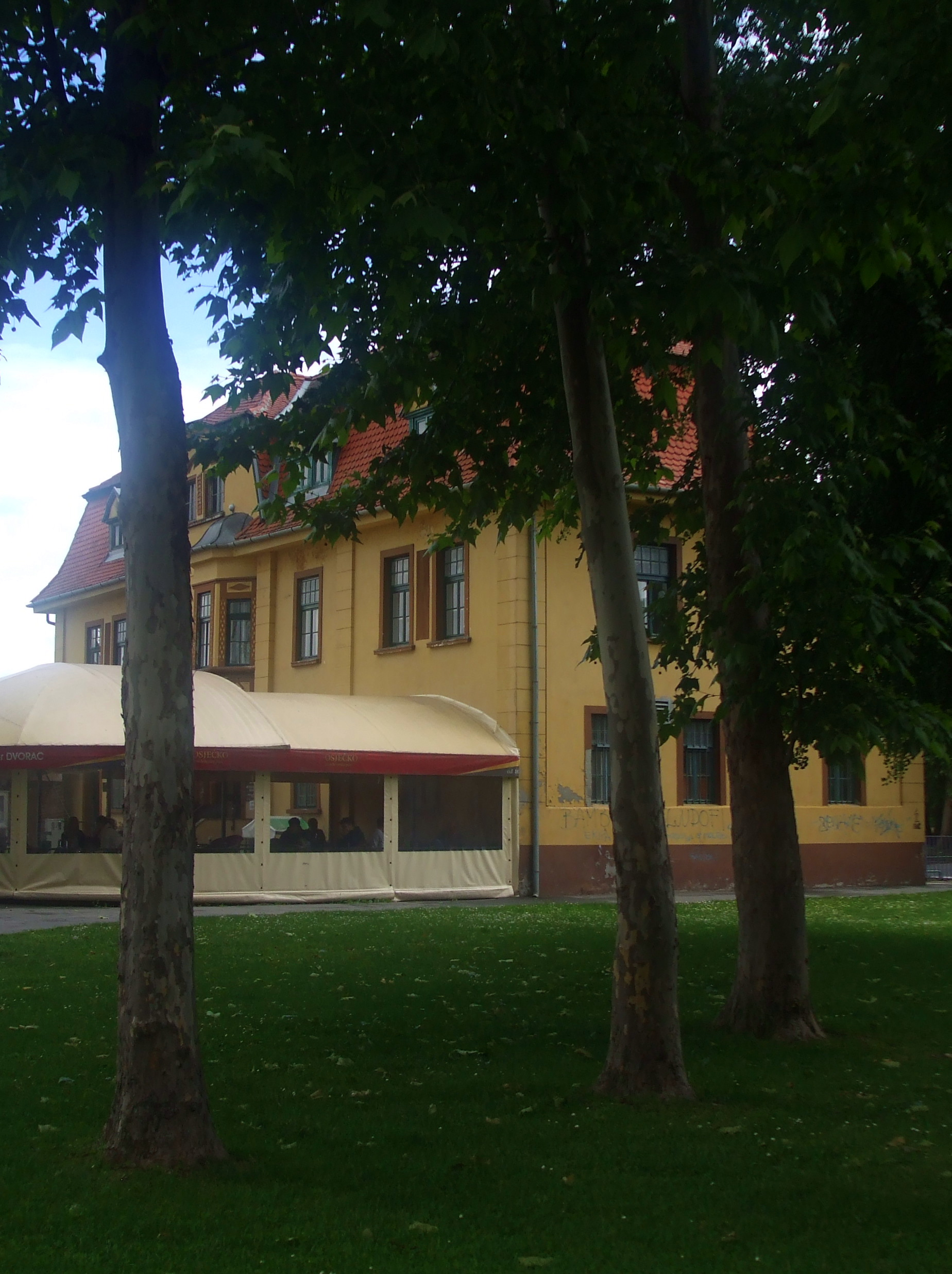
Villa von Paulina Hermann im Industrieviertel der Stadt Osijek in Kroatien

Mačkamama, auf Deutsch „Katzenmutter“, ist die Bezeichnung des erstmals 1863 erwähnten Gebäudes, das zu einem Ensemble im Industrieviertel der Stadt Osijek in Kroatien gehörte. Zu dieser Zeit war die Villa das zweitgrößte Gebäude in Osijek neben Schloss „Pejačević“ in Retfala.

## Geschichte
Die „Villa Hermann“, auch Schloss „Mačkamama“ genannt liegt Ecke Vinkovačka-/Drinska-Straße. Die Vorderseite ist nördlich ausgerichtet und wurde nach Abriss des Meierhofs auf Fundamente eines abgerissenen Gebäudes errichtet.
Der Name „Mačkamama“ war der Spitzname der langjährigen Besitzerin, Paulina Hermann und hat sich bis heute gehalten. Er ist auch der Name der nahe gelegenen Straßenbahnstation.
Nach dem Tod von Paulina Hermann 1938, erbten ihre Töchter Friederika Miroslava Hermann-Löibner und Angelina Hermann die Villa. 1945 endete der Zweite Weltkrieg und gleichzeitig wurde die Villa zu Gesellschaftseigentum. Es kam zur Umgestaltung der Innenräume, später zum allmählichen Verfall des Gebäudes und dessen Umgebung. Das Gebäude wurde vernachlässigt und der Park durch weiteren Bau zerstört. In den 70er Jahren wurde südlich von der Villa ein Kindergarten gebaut und in den 1980er Jahren eine Post östlich davon. Von 1975 bis 1977 sollte die Villa sogar niedergerissen werden und 1986 wurde sie schließlich als Denkmal des überlieferten Kulturgutes registriert.
Das Gebäude hat heute keine große Bedeutung mehr. Heute beinhaltet es einen Blumenladen und ein Café mit dem Namen „Das Schloss“.